# 콴청구

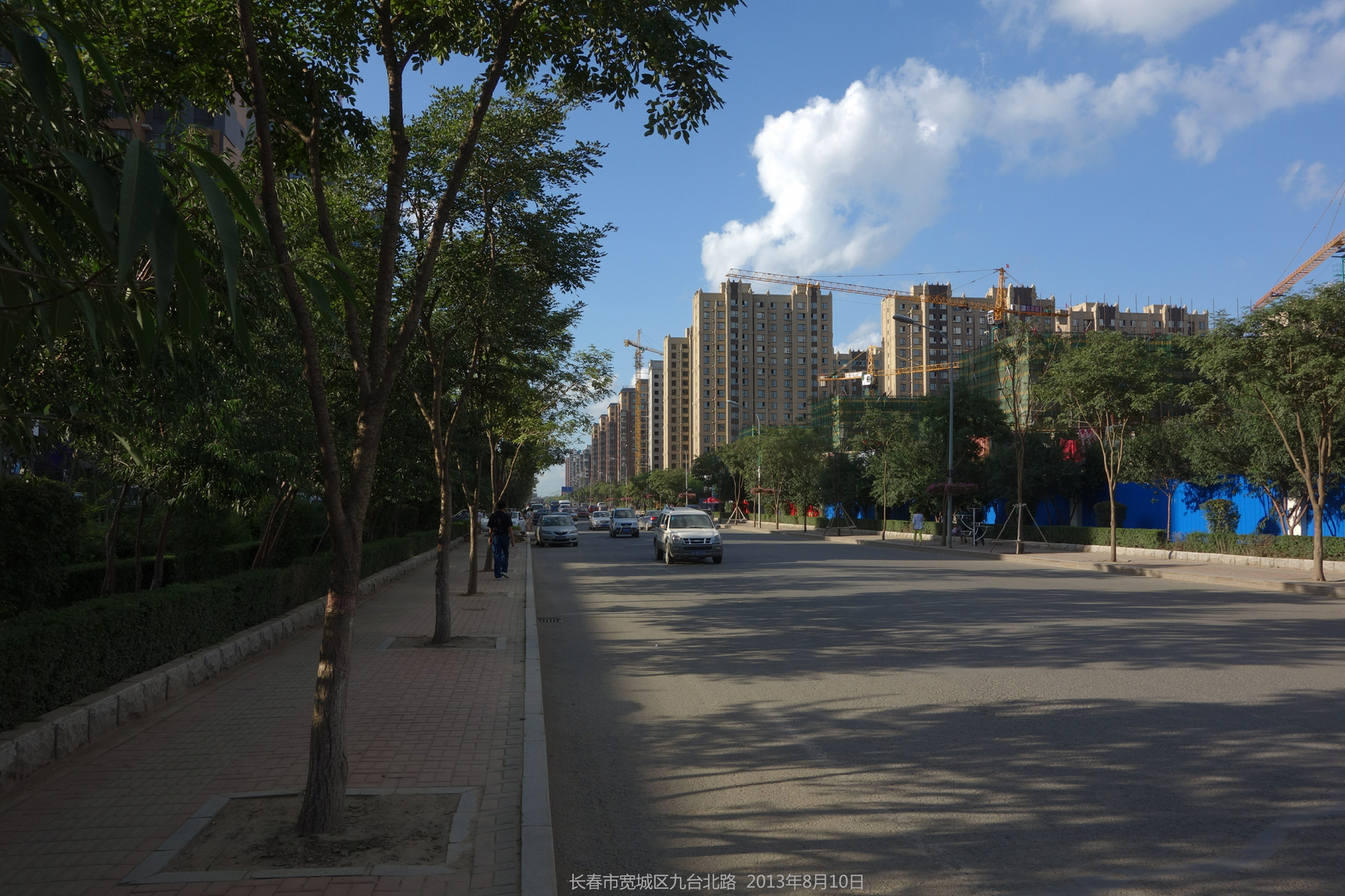

콴청구(한국어: 관성구, 중국어: 宽城区, 병음: Kuānchéng Qū)는 중화인민공화국 지린성 창춘시의 행정구역이다. 넓이는 877km2이고, 인구는 2007년 기준으로 640,000명이다. 이곳에서 만보산 사건이 일어났다.

## 행정 구역
13개 가도, 2개 진, 1개 향을 관할한다.
- 가도: 新发街道, 胜利街道, 南广街道, 东广街道, 站前街道, 西广街道, 柳影街道, 群英街道, 凯旋街道, 兴业街道, 团山街道, 东安街道, 长通街道.
- 진: 兴隆山镇, 兰家镇.
- 향: 奋进乡.